# 阿基達邦
10°16′51″S 37°01′08″W / 10.28083°S 37.01889°W
阿基達邦（葡萄牙語：Aquidabã），是巴西的城鎮，位於該國東北部，由塞爾希培州負責管轄，始建於1882年4月4日，面積370平方公里，海拔高度180米，2013年人口21,023，人口密度每平方公里53.68人。